# جمعية الصم البريطانية
الجمعية البريطانية للصم هي مؤسسة خيرية بريطانية يقودها الصم، تنشط في الحملات والدفاع عن حقوق الأشخاص الصم الذين يستخدمون لغة الإشارة البريطانية.

## التاريخ
سبقت الجمعية البريطانية للصم الجمعية الوطنية للصم والبكم، التي أسسها أشخاص صم في سنة 1886. وجاء تأسيس الجمعية الوطنية استجابةً للتهديدات المتصورة ضد حقوق الصم في اللغة والتعليم، والتي ظهرت بعد مؤتمر ميلانو سنة 1880. هذا المؤتمر الدولي، الذي حضره في غالبيته أشخاص يدرّسون الأطفال الصم من ذوي السمع، أقرّ قرارًا يحظر استخدام لغات الإشارة في جميع أنحاء العالم. وبعد المؤتمر، عاد المشاركون إلى بلدانهم مصمّمين على القضاء على توظيف المدرسين الصم واستخدام لغة الإشارة في المدارس. كما سعوا إلى تقليص أحجام الفصول الدراسية بما يتناسب مع قدرات المدرسين السامعين.
في سنة 1889، أُنشئت لجنة ملكية حول تعليم الأطفال الصم، لكنها فشلت في التشاور مع الصم ودعمت تأسيس "النظام الصوتي البحت"، وبالتالي حظر لغة الإشارة. وردًا على ذلك، شجعت مجلة Deaf Mute الصم على التوحد للدفاع عن مصالحهم الخاصة.
وفي السنة نفسها، توقفت الجمعية الوطنية للصم والبكم عن العمل، فقام أربعة رجال صم، من بينهم فرانسيس ماجين وجورج هيلي، بتنظيم اجتماع في كانون الثاني 1890 في كنيسة القديس سايفير للصم، شارع أوكسفورد، لندن، أطلقوا عليه اسم "المؤتمر الوطني للبعثات والجمعيات الخاصة بالبالغين الصم والبكم". بحث المؤتمر تأسيس جمعية وطنية تهدف إلى "رفع مستوى التعليم والمكانة الاجتماعية للصم والبكم في المملكة المتحدة"، وأدى ذلك إلى تأسيس الجمعية البريطانية للصم والبكم في ليدز بتاريخ 24 تموز 1890. وقد حُذف مصطلح "بكم" من اسم الجمعية سنة 1971. ولم يبدأ النظر مجددًا في قبول لغة الإشارة في المدارس إلا في سبعينيات القرن العشرين.
ومع ظهور لغة الإشارة وقبولها من قبل العامة، عاد القادة الصم تدريجيًا إلى الواجهة، بدءًا من جاك يونغ كأول رئيس أصم في سنة 1983، ثم المدير التنفيذي الأصم الأول جيف ماكويني في منتصف تسعينيات القرن العشرين.
في تسعينيات القرن العشرين، أصبحت الجمعية البريطانية للصم منظمة يقودها الصم، وأصبح النضال من أجل الاعتراف بلغة الإشارة هو محور عملها الأساسي حتى اليوم. الرئيس الحالي للجمعية هو الدكتور روبرت آدم. ومن الرؤساء السابقين الراحل تيري رايلي، محرر برنامج See Hear التابع لهيئة الإذاعة البريطانية.

## الميثاق
في سنة 2003، أصدرت الجمعية وثيقة تصف عدة خطوات ينبغي على الخدمات العامة اتخاذها لتحسين الوصول للأشخاص الصم ومستخدمي لغة الإشارة البريطانية، أُطلق عليها اسم "ميثاق لغة الإشارة البريطانية".
وفي سنة 2017، أصدرت الجمعية نسخة محدّثة من الميثاق باسم "ميثاق لغة الإشارة البريطانية".

### التوقيعات
وقّع عمدة لندن، صادق خان، على الميثاق في تشرين الثاني 2023.

## روابط خارجية
- الموقع الرسمي
- مجتمع اللافتات